# Amaro Antunes
Amaro Manuel Raposo Antunes, conegut com a Amaro Antunes   (Vila Real de Santo António, 27 de novembre de 1990) és un ciclista portuguès, ja retirat, que fou professional des del 2011 fins al 2022. En el seu palmarès destaca la Volta a Portugal del 2017 i 2020.
El 2023 fou suspès per quatre anys, fins a finals del 2026, per la Unió Ciclista Internacional per irregularitats detectades al seu passaport biològic. Amb la sanció fou desposseït de la victòria a la Volta a Portugal del 2021, però no pas les del 2017 i 2020.

## Palmarès
- 2008
  -  Campió de Portugal júnior en ruta
  -  Campió de Portugal júnior en contrarellotge
- 2009
  - Vencedor d'una etapa de la Volta a Palència
- 2011
  - Vencedor d'una etapa de la Toscana-Terra de ciclisme
- 2017
  - 1r a la Volta a Portugal i vencedor d'una etapa
  - 1r a la Clàssica da Arrábida
  - 1r al Trofeu Joaquim Agostinho i vencedor d'una etapa
  - Vencedor d'una etapa a la Volta a l'Algarve
  - Vencedor d'una etapa al Gran Premi Jornal de Notícias
- 2018
  - 1r a la Małopolski Wyścig Górski i vencedor d'una etapa
- 2020
  - 1r a la Volta a Portugal i vencedor d'una etapa

### Resultats al Giro d'Itàlia
- 2019. 54è de la classificació general